# ファンガク州
ファンガク州(ファンガクしゅう、英語：Fangak State)は、南スーダン北東部の上ナイル地方中部にかつて存在した州。2015年に成立し、2016年3月以前は「西部ビエー州」と呼ばれていた。2020年に廃止。
2014年の人口は32万6370人。
州都はアヨドゥ。

## 隣接州
- 北東：西部ナイル州
- 南東：東部ビエー州
- 南：ジョングレイ州
- 南西：南部リエチュ州
- 西：北部リエチュ州
- 北西：ルウェン州

## 行政区画
以下の2郡から成る。
- アヨドゥ郡
- ファンガク郡